# جوي كليمنتس
جوي كليمنتس (بالإنجليزية: Joy Clements)‏ هي مغنية أوبرا ومغنية أمريكية، ولدت في 29 أبريل 1932، وتوفيت في 24 أكتوبر 2005 بسبب تصلب متعدد.